# Fernando Centeno Maldonado
Fernando Centeno y Maldonado (19 de junio de 1582-1636), originario de Alba de Tormes, España, gobernador y capitán general interino de Yucatán de 1631 a 1633 y de 1635 a 1636, nombrado en ambas ocasiones por el virrey de la Nueva España, durante el reinado de Felipe IV. Falleció en Hecelchakán, Capitanía General de Yucatán, Nueva España.

## Datos biográficos e históricos
Fernando Centeno tuvo una carrera de administrador real en la Nueva España. Durante el virreinato de Rodrigo Pacheco y Osorio, marqués de Cerralbo fue nombrado gobernador interino de Yucatán sustituyendo a los alcaldes naturales de Mérida que habían asumido el mando en la península, cuando el oidor Íñigo de Argüello y Carvajal regresó a la Ciudad de México, después del desafuero del gobernador Juan de Vargas Machuca.
Centeno y Maldonado debió enfrentar a su llegada a la península de Yucatán una hambruna que asolaba el territorio debido a una plaga reciente de langosta que había afectado grandemente la producción agrícola. Por causa de esto, numerosos poblados habían sido abandonados. El recién llegado gobernador convocó a la población a retornar a sus lugares de origen ofreciendo diversas ayudas y usando para ello los oficios de sacerdotes franciscanos que hablaban la lengua maya, encabezados por dos connotados religiosos: Eugenio de Alcántara y Lorenzo de Loayza, que tuvieron gran éxito en su misión al punto de que en un plazo corto fue restablecida la demografía de los lugares afectados regenerándose la actividad económica.
Poco después tuvo que afrontar la amenaza de los corsarios en los litorales de la península, para lo cual reforzó las defensas de San Francisco de Campeche y en el norte, de El Cuyo y Río Lagartos. A pesar de los preparativos, en julio y agosto de 1632 los piratas Diego el Mulato y Pie de Palo atacaron la costa de Campeche y saquearon el puerto con gran conmoción de la población que culpó a la mala defensa que el gobernador había preparado.
El 16 de agosto de 1632 se presentó el gobernador nombrado por el rey, Jerónimo de Quero, a tomar posesión de su cargo. Este falleció inesperadamente durante su mandato al poco tiempo, en marzo de 1635, y Centeno aprovechó el deceso para convencer al virrey de que lo volviera a nombrar gobernador interino, cosa que logró a pesar de la mala fama pública que tenía en la región.
Volvió a tomar posesión el 23 de junio de ese año y desde su llegada nombró jueces de repartimiento que cometieron diversas injusticias en contra de los indígenas mayas, tratándolos con excesiva dureza, al punto que el Ayuntamiento de Mérida presentó un queja en el Consejo de Indias en contra del gobernador y sus auxiliares. A esto se agregó el favoritismo que mostró Centeno hacia un grupo minoritario de frailes en la elección de su Provincial. El grupo afectado que era más numeroso hizo llegar su queja a España poniendo al gobernador en situación muy difícil. Ya no tuvo tiempo de justificar sus acciones porque el nuevo virrey de Nueva España, el marqués de Cadreita Lope Díez de Aux y Armendáriz, que había tomado posesión en septiembre de 1635, nombró como nuevo gobernador a Andrés Pérez Franco, quien se presentó a la Capitanía General de Yucatán para hacerse cargo del gobierno el 19 de enero de 1936.
Lo anterior causó un gran disgusto y desazón a Centeno y Maldonado quien reunió sus pertenencias y a su familia para emprender el viaje hacia España. No logró su propósito ya que antes de llegar al puerto campechano para embarcarse murió de un síncope cardíaco en el poblado de Hecelchakán. Su esposa, después de los servicios fúnebres, siguió su viaje hacia Europa también con mala suerte ya que tomó una embarcación que apenas se había hecho a la mar fue asaltada por los piratas quienes le robaron todas sus posesiones y estuvieron a punto de matarla.